# Dolmen de la Borda
El Dolmen de la Borda, o dels Pasquerets, és un dolmen
del terme comunal d'Eina, de l'Alta Cerdanya, a la Catalunya del Nord.

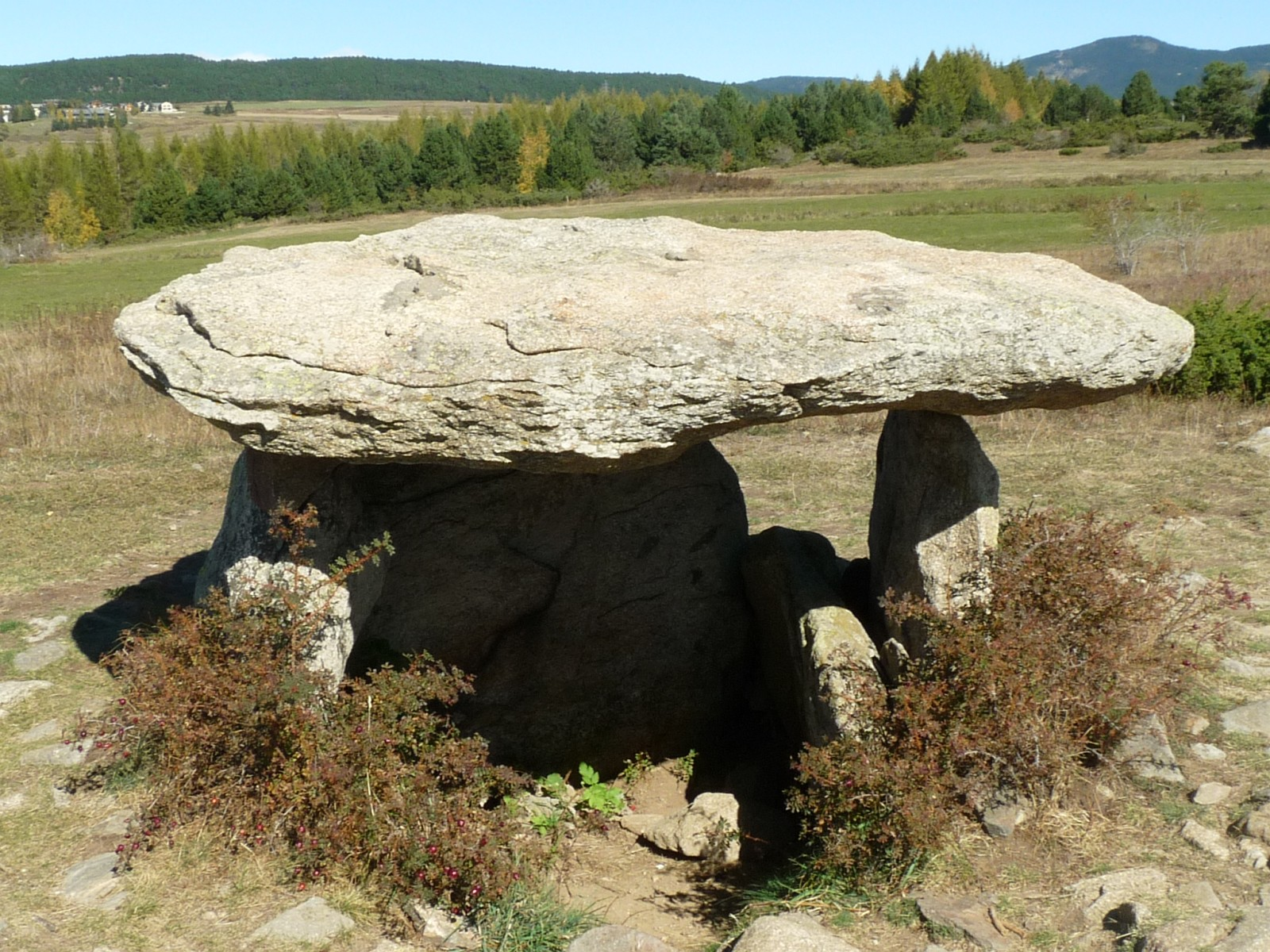
El Dolmen de la Borda

Està situat a 1.565,8 m alt al nord-oest del terme d'Eina, també al nord-oest del poble d'aquest nom, al nord de les Comes de Pallars, al nord-est del Molí de Baix i al sud de la partida dels Pasquerets, a la qual pertany. D'aquest fet prové un dels dos noms amb què és conegut. És a 650 metres en línia recta al nord-oest del Dolmen de lo Pou i a 400, també en línia recta a l'est-nord-est de la Cista megalítica del Molí.

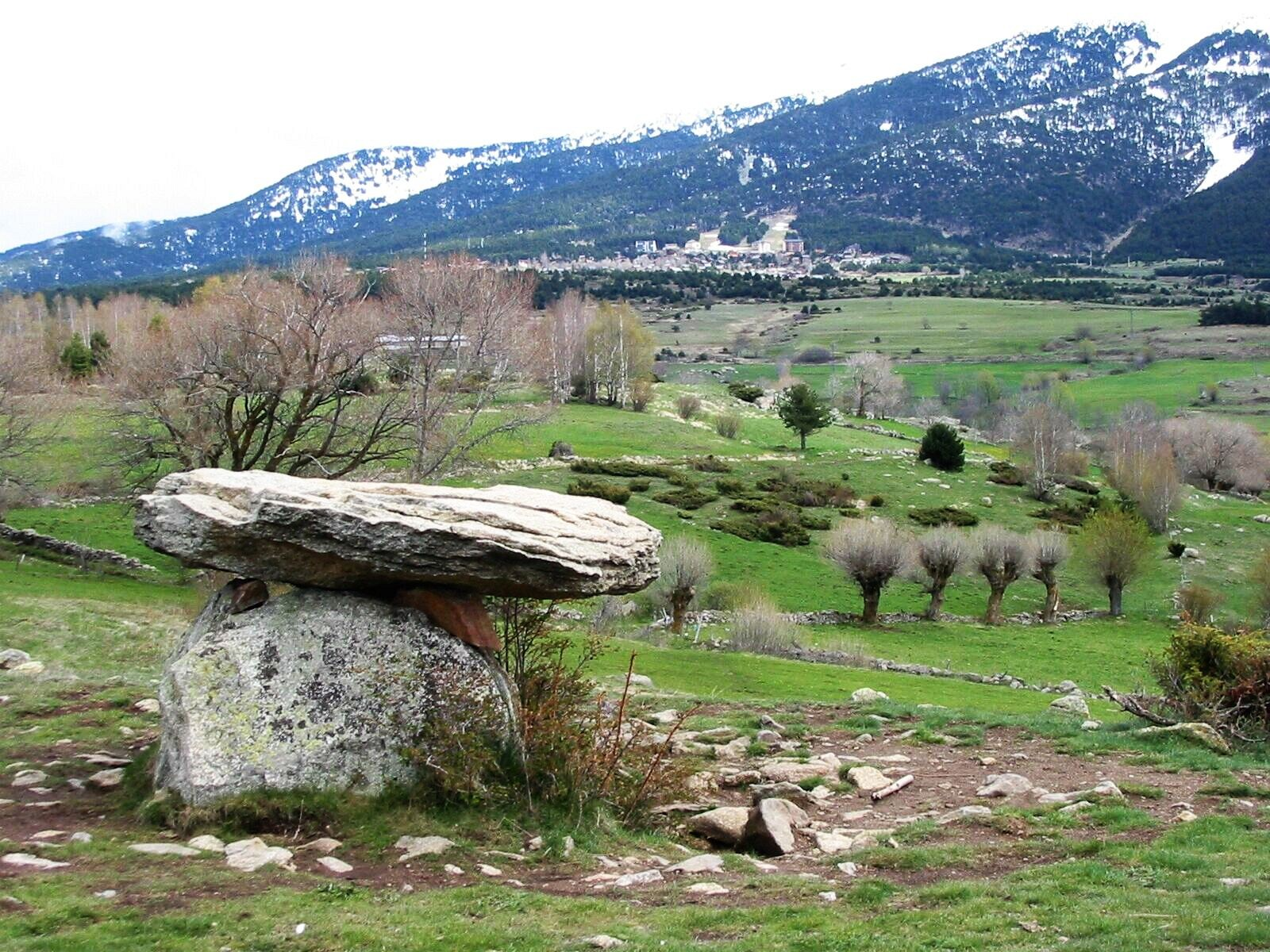
Una altra vista del dolmen

És un dolmen de cambra pirinenca de planta rectangular. Al nord-est té la llosa de capçalera, una de lateral al nord-est i una altra al sud-est; abans de la restauració hi mancava la llosa de coberta i la del sud-oest. Aquesta darrera havia estat substituïda per una paret de pedra seca. Poc abans del 2005 es procedí a una excavació arqueològica i restauració, que culminà amb la reposició de les lloses que faltaven.